# Semanotus litigiosus
Semanotus litigiosus là một loài bọ cánh cứng trong họ Cerambycidae.